# Japonska nešplja
Japonska nešplja, tudi lokvat (znanstveno ime Eriobotrya japonica), je cvetoča zimzelena rastlina iz družine rožnic, ki izvira iz goratih predelov osrednje Kitajske. Na Japonskem jo gojijo že več kot 1000 let, zaradi njenih užitnih plodov in kot okrasno rastlino, zaradi dekorativnih listov. 
Japonske nešplje kljub slovenskemu imenu ne gre zamenjevati z nešpljo, ki je na Slovenskem bolj razširjena in s katero nista v sorodu. 

## Opis
Srednje velik grm ali nizko drevo z zaobljeno krošnjo ima kratko deblo. Rastlina lahko v naravnem okolju zraste od 5 do 10 metrov v višino, vendar je največkrat nižja in  doseže okoli 3 do 4 metre. Listi so temnozelene barve, čvrsti in kožnati na otip, z izraženimi rebri. Spodnji del listov je prekrit s sivkasto zlatimi dlačicami, enakim tistim na koncu vej, iz katerih izraščajo novi listi.

## Cvetovi in plodovi
Japonska nešplja je neobičajna rastlina, saj cveti v pozni jeseni ali zgodaj pozimi, plodovi pa se razvijejo in dozorijo v naslednjem letu, do poletja ali najkasneje do začetka jeseni. Dva centimetra veliki cvetovi bele barve se razvijejo čisto na koncu poganjkov in imajo pet cvetnih listov. Izraščajo v socvetju, od tri do deset cvetov skupaj, ter imajo močan sladkast vonj, ki se ga začuti že od daleč. 
Majhni plodovi so podolgovate hruškaste oblike, rumene do svetlo oranžne barve, dolgi so od dva in pol do pet centimetrov. Lupina marelične barve prekriva sočno meso kiselkasto sladkega okusa. Okus je mešanica hruške, pomaranče in manga. Plod ima lahko od ene do celo 10 gladkih rjavih pečk (odvisno od sorte). Ko so plodovi prezreli, njihova kožnata povrhnjica z lahkoto odstopi.

## Zgodovina
Rastlina izvira iz jugovzhodne Kitajske, že okoli leta 700 so jo prinesli na Japonsko. Prav tako se je udomačila v Indiji, gojijo pa jo tudi na ponekod v Sredozemlju, največ v Španiji, pa tudi v Južni Ameriki in drugod. V Sredozemlje in tudi na obale Jadrana je prispela (verjetno s pomorščaki) pred več kot dvesto leti, z južne Kitajske ali Japonske.

## Gojenje
Največji problem razširjanja japonske nešplje je, da je prilagojena na toplo podnebje, poleg tega pa cveti pozno jeseni oziroma zgodaj pozimi. V Sloveniji je japonske nešplje mogoče gojiti le na Primorskem in v Slovenski Istri, v celinskem delu države je to sicer mogoče, vendar le, če rastlino zavarujemo pred zimo. Glede na izkušnje gojiteljev v celinskem podnebju lokvat, posajen v loncu, nikoli ne razvije plodov.

## Uporaba
Zlasti prebivalci Dalmacije iz plodov japonske nešplje delajo liker, ker vsebujejo veliko pektina so uporabni v  marmeladi, tortah in želejih, tudi kot dodatek določenim jedem. Prezrele plodove uporabljajo v pitah.